# Europeiska cykelunionen

Europeiska cykelunionens logotyp.

Europeiska cykelunionen, officiellt Union Européenne de Cyclisme, förkortad UEC, är den europeiska underavdelningen av Internationella cykelunionen (Union Cycliste Internationale, UCI). Den europeiska unionen grundades den 7 april 1990 och har sitt huvudkontor i Lausanne.